# سرو ال کوندور
سرو ال کوندور (به اسپانیایی: Cerro El Cóndor) یک آتشفشان چینه‌ای در آرژانتین است که در بخش آنتوفاگاستا د لا سیرا واقع شده‌است. سرو ال کوندور ۶٬۴۱۴ متر بالاتر از سطح دریا واقع شده‌است.